# Škoda 46T
Škoda 46T — тип трамвая, який з 2024 року випускає чеська компанія Škoda Transportation для німецького перевізника Stadtverkehrsgesellschaft Frankfurt (Oder), який обслуговує трамваї Франкфурта-на-Одері.
У рамках спільного контракту також були замовлені аналогічні типи 47T для Котбуса і 48T для Брандербурга, які спільно позначені торговою назвою ForCity Plus FCB.

## Дизайн
Це частково низькопідлоговий трисекційний односторонній трамвай серії ForCity Plus довжиною 28,96 м, призначений для колії 1000 мм.

Кожна з секцій спирається на двовісні візки, причому зовнішні візки є поворотними та рушійними, а середні є нерухомими та підтримувальними.
Трамвай частково низькопідлоговий (з 71 %), між зовнішніми візками.
На поверх над ними та з обох кінців можна піднятися двома сходами.
У зовнішніх частинах троє дверей, перша і остання з яких одностулкові, решта двостулкові.

## Поставки
Невеликі транспортні компанії з німецьких земель Бранденбург і Саксонія, а саме з міст Франкфурт-на-Одері, Котбус, Бранденбург-на-Гафелі, Шенайхе і Герліц, у 2012 році почали розробляти план спільного придбання єдиного типу трамвай.
Після обіцянки коштів від федеральної землі Бранденбург
,
у 2018 році перевізники з бранденбурзьких міст Франкфурт-над-Одрі, Котбус і Бранденбург-на-Гафелі оголосили спільний тендер на постачання 24 трамваїв для цих трьох міст (з опцією ще на 21 вагон).
Тринадцять вагонів має бути доставлено до Франкфурта, сім до Котбуса і чотири до Бранденбурга.

Трамваї мали бути технічно ідентичними, але в різних деталях вони мали більшою чи меншою мірою відрізнятися відповідно до вимог окремих перевізників.

Однією з найбільших відмінностей мала бути ширина вагонів у 2,4 м для Котебуса, тоді як трамваї для двох інших міст повинні мати ширину 2,3 м (і пов'язану з цим меншу транспортну здатність).

Згідно з початковими планами, перші вагони мали надійти у 2020 році, коли вони мали замінити старі чехословацькі трамваї Tatra KT4 (та їх модернізацію).
Тендер виграла чеська компанія «Škoda Transportation», але подальший хід затримали заперечення учасників тендеру, які програли (їхні претензії відхилив суд у червні 2020 року).
Це підтвердило перемогу Škoda в тендері
,
однак контракт не підписували до лютого 2021 року.

Робота над трамваями для Франкфурта почалася в Пльзені в січні 2023 року,

перший вагон з пізнішим номером 311 завершено в березні 2024 р.

10 квітня 2024 р. цей трамвай доставлено до Франкфурта, де з травня розпочато його випробування без пасажирів.
Другий трамвай (№ 314) доставили в місто в липні 2024 року.

Всього у 2024 році випущено 2 трамваї.
| Держава   | Місто               | Роки постачання     | Кіл-сть | Номери рухомого складу | Примітки |  |       |
| --------- | ------------------- | ------------------- | ------- | ---------------------- | -------- |  | ----- |
| Німеччина | Франкфурта-на-Одері | Франкфурта-на-Одері | 2024    | 2                      | 311, 314 |  | [ 8 ] |